# Aix-Xubiyya
La xubiyya (àrab: الشعوبية, ax-xuʿūbiyya) va ser un moviment cultural i polític principalment actiu del segle viii al segle xi, organitzat per musulmans d'origen no-àrab, que contestava la primacia dels àrabs dins de la comunitat islàmica o umma.
El moviment va iniciar-se al segle viii a Pèrsia, on els principals representants van ser-ne l'escriptor i traductor Ibn al-Muqaffa, l'historiador Hamza al-Isfahaní i l'erudit i enciclopedista al-Biruní. El moviment va estar especialment vinculat amb l'esforç per revitalitzar les llengües literàries locals, especialment el farsi, permetent que poetes com Baixxar ibn Burd i Abu-Nuwàs comencessin a introduir expressions i poemes en aquesta llengua dins les seves obres.
També va ser un moviment important a l'Àndalus, on va manifestar-s'hi sobretot vers el segle xi, reunint musulmans amazics i d'origen gallec, basc, franc o visigot. Va ser representat per personatges com el poeta Ibn Gharsiya.
La xubiyya va ser combatuda, entre d'altres, per l'erudit àrab al-Jàhidh o l'exegeta alcorànic az-Zamakhxarí.